# Millerton (New York)
Millerton è un villaggio degli Stati Uniti d'America, situato nello stato di New York, nella contea di Dutchess.